# (128627) Ottmarsheim
(128627) Ottmarsheim est un astéroïde de la ceinture principale.

## Description
(128627) Ottmarsheim est un astéroïde de la ceinture principale. Il fut découvert le 6 septembre 2004 à Ottmarsheim par Claudine Rinner. Il présente une orbite caractérisée par un demi-grand axe de 3,20 UA, une excentricité de 0,14 et une inclinaison de 4,6° par rapport à l'écliptique.

## Compléments